# Abdelhak Nouri
Pour les articles homonymes, voir Nouri (homonymie).
Abdelhak Nouri (en arabe : عبد الحق نوري), surnommé « Appie » est un footballeur néerlando-marocain né le 2 avril 1997 à Amsterdam. Évoluant au poste de milieu polyvalent, il fait partie d'une génération dorée de l'Ajax Amsterdam formée par l'entraîneur Erik ten Hag au milieu des années 2010 dont font également partie Donny van de Beek, Frenkie de Jong et Matthijs de Ligt.
Jouant pour le club de l'Ajax Amsterdam depuis l'âge de sept ans, il est le plus jeune joueur à avoir remporté le titre du meilleur joueur de l'Eerste Divisie avec les Jong Ajax. Au cours de sa carrière professionnelle, qui dure moins de trois ans, il participe à neuf victoires de l'Ajax en Eredivisie et est vice-champion du championnat lors de la saison 2016-2017. International néerlandais, il est le second meilleur buteur de l'histoire dans la catégorie de l'équipe des Pays-Bas -19 ans avec neuf buts. Possédant également la nationalité marocaine, Nouri avait l'opportunité de jouer pour l'équipe nationale du Maroc.
Prodige sélectionné dans l'équipe espoirs des Pays-Bas, sa carrière sportive s'interrompt brutalement le 8 juillet 2017 lors d'un match amical face au Werder Brême. Il survit à un arrêt cardiaque avant d'être plongé dans un coma artificiel à la suite de lésions cérébrales.

## Biographie

### Carrière en club

#### Naissance, jeunesse et adolescence (1997-2015)

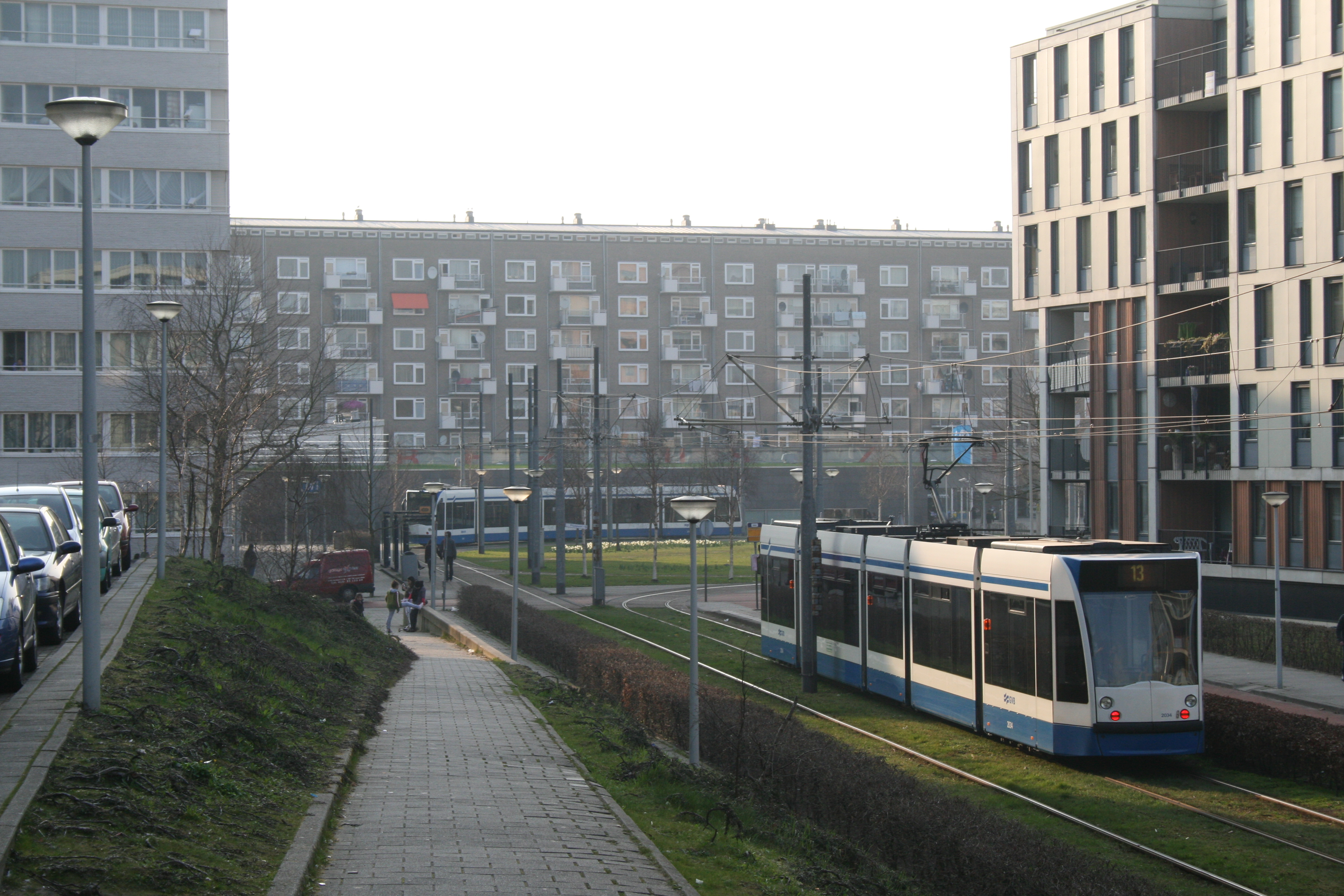
Appie grandit à Geuzenveld, un quartier défavorisé d'Amsterdam.

Appie naît le 2 avril 1997 à Amsterdam et grandit dans le quartier de Geuzenveld-Slotermeer, un quartier dans lequel vit une importante communauté marocaine immigrée entre le début des années 1970 et 1995. Il est le fils d'une famille de sept enfants (quatre filles et trois garçons). Son père Mohammed, originaire de Berkane émigre aux Pays-Bas en 1990 pour poursuivre ses études d'informatique à l'université d'Amsterdam. Très vite marié, il arrête les études et commence à travailler dans la boucherie Buzhu située dans le quartier de Geuzenveld. Abdelhak voit le jour en avril 1997 et grandit dans une famille islamiquement pieuse. Étant lui-même religieux depuis ses sept ans, il commence la prière très tôt et consacre son temps aux études scolaires. Dans les pas de ses deux frères aînés Mohammed et Abderrahim, il adopte la passion du football. Son frère Mohammed a poursuivi une carrière de footballeur dans le club du SV TEC (nl) en troisième division néerlandaise. Appie joue régulièrement au football avec ses amis sur la Place Nigel de Jong dans le quartier populaire où il grandit à Amsterdam-West. Après ses entraînements à l'âge de 14 ans, le jeune Nouri passe jusqu'au soir à travailler dans la boucherie de son père à Geuzenveld. En 2013, son père arrête de travailler dans la boucherie pour des problèmes de santé.
Abdelhak est inscrit dès son plus jeune âge par son père dans deux clubs amateurs de la ville, notamment le SC Eendracht '82 (nl) et le RKSV DCG (nl). Il est repéré à l'âge de sept ans par les recruteurs de l'Ajax Amsterdam qui le remarquent très tôt. Abdelhak Nouri joue la quasi-totalité des catégories des jeunes de l'Ajax Amsterdam sous coaching de David Endt (nl). En avril 2007, il participe au tournoi Mundialito qui a lieu à Algarve au Portugal. Parmi les adversaires, Marrakesh, un club marocain face auquel Nouri marque deux buts. Malgré les deux buts marqués, Appie fait un match décevant qui provoque les soupçons et la fureur des parents des joueurs de l'Ajax Amsterdam dans les tribunes : « Il joue mal parce qu'il joue face à des Marocains ». À l'âge de 13 ans seulement, le jeune Abdelhak fait déjà son apparition dans les journaux où il fait parler de lui sur Het Parool. En 2012, il prend part à la Marveldtoernooi (nl), une sorte de Coupe européenne réunissant les plus grands clubs d'Europe dans la catégorie de moins de 16 ans. Il termine la compétition avec le prix du meilleur joueur de la compétition. En avril 2014, il est nommé parmi les meilleurs joueurs de la Future Cup. Après avoir vu son nom dans plusieurs listes où se trouvent de nombreux espoirs, Nouri est nommé par The Guardian parmi les 40 plus grands talents mondiaux de football nés en 1997.
En novembre 2014, Nouri est invité par Frank de Boer pour s'entraîner avec l'équipe première. Lors du marché des transferts hivernal de la saison 2014-15, il est de nouveau appelé avec Donny van de Beek pour s'entraîner avec l'équipe première de l'Ajax Amsterdam au Qatar. Grâce à ses bonnes performances avec les moins de 19 ans, il obtient l'autorisation de s'entraîner quotidiennement avec l'équipe première. Un mois plus tard, Abdelhak prolonge son contrat jusqu'en 2018. Avec l'Ajax Amsterdam moins de 19 ans, il prend part à l'UEFA Youth League, compétition dans laquelle il se révèle sur la scène européenne dans des matchs face au FC Barcelone et au Paris Saint-Germain,.

#### Débuts professionnels (2015-2017)

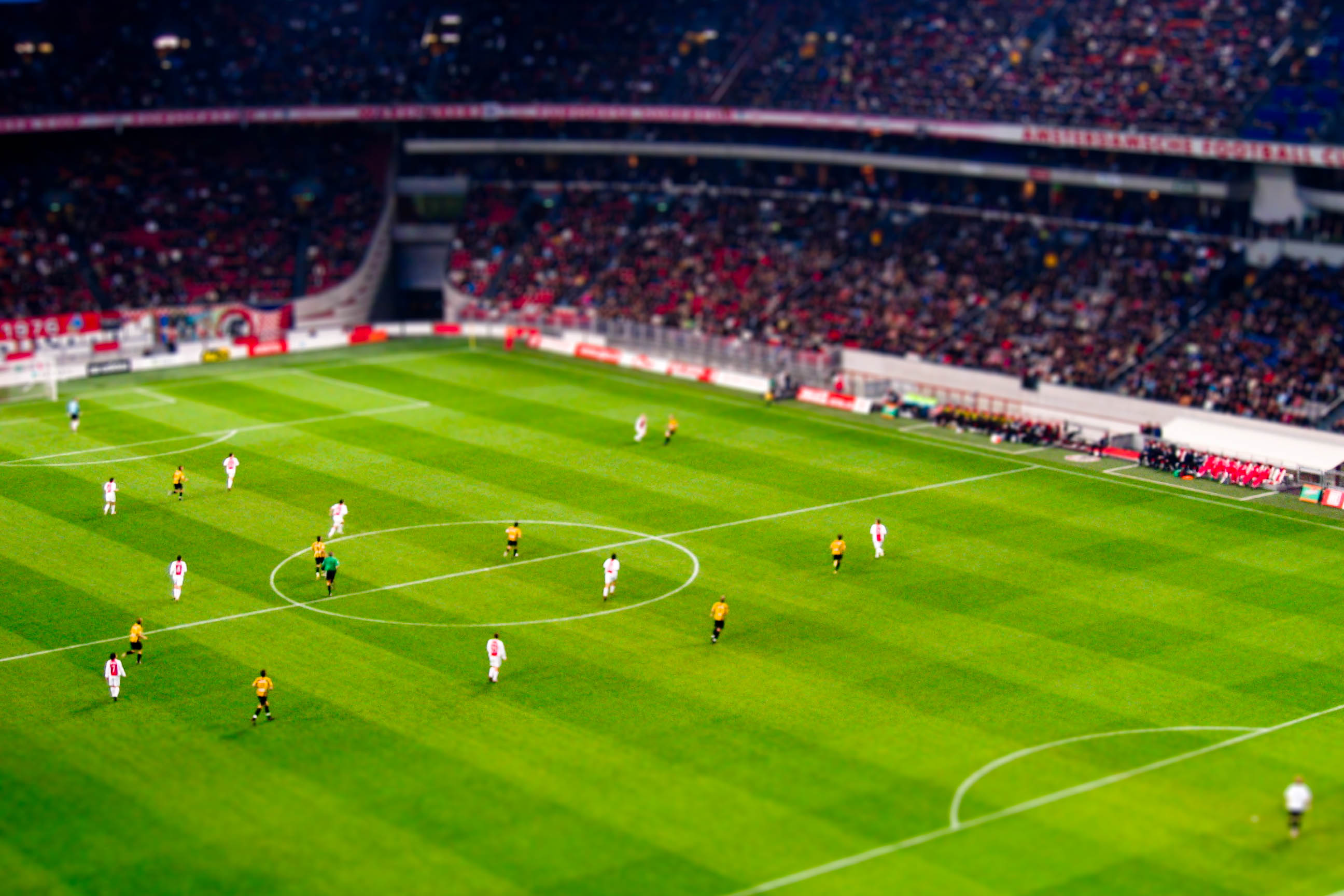
Nouri dispute son premier match en équipe A, à la Johan Cruyff ArenA.

Le 13 mars 2015, Nouri signe son premier contrat professionnel avec les Jong Ajax, l'équipe B de l'Ajax Amsterdam évoluant en D2 néerlandaise. Il fait son entrée dans une défaite à l'extérieur face au VVV Venlo (1-0) en remplaçant Danny Bakker à la 78e minute. Six mois après ses débuts avec les Jong Ajax, Abdelhak prolonge son contrat jusqu'en 2020 avec Donny van de Beek et Václav Černý. En janvier 2016, Nouri est rappelé en équipe première à l'occasion d'un stage hivernal à Belek en Turquie. Il fait ses débuts le 9 janvier 2016 avec l'équipe première au cours d'un match amical face au Hambourg SV. Nouri fait son entrée à la 78e minute en prenant la place de Amin Younes (victoire, 1-3). Il marque son premier but professionnel sur un coup franc le 22 avril 2016 avec les Jong Ajax face au FC Volendam (match nul, 1-1). Entre janvier et avril 2016, il s'entraîne régulièrement avec l'équipe première. Il termine la saison comme vice-champion de la D2 néerlandaise avec les Jong Ajax.
| Club           | Période      | Valeur      |
| -------------- | ------------ | ----------- |
| Jong Ajax      | Mars 2015    | 25 000 €    |
| Ajax Amsterdam | Juillet 2016 | 500 000 €   |
| Ajax Amsterdam | Juin 2017    | 2 500 000 € |

Peter Bosz intègre Abdelhak Nouri en équipe première de l'Ajax Amsterdam pour la saison 2016-2017. Appie fait le choix de porter le numéro 34 qui fait référence à sa volonté d'aider ses coéquipiers de l'Ajax Amsterdam à remporter le 34e titre de championnat. Il joue alors dans deux équipes, l'équipe première qui est l'Ajax Amsterdam qui évolue en première division et les Jong Ajax évoluant en deuxième division. Il fait ses débuts officiels avec l'équipe première de l'Ajax Amsterdam le 21 septembre 2016 dans un match de KNVB Beker face au Willem II Tilburg. À la 73e minute, Hakim Ziyech cède sa place pour Abdelhak. Dès son entrée, Abdelhak impressionne et marque son premier but sur un coup franc. Avec un but inscrit lors de son premier match officiel sous le maillot de l'équipe A, Nouri est vu comme une pépite du football néerlandais. Nouri fait ses débuts en Ligue Europa le 24 novembre 2016 sur une victoire de 2 à 0 face au Panathinaikos FC. Lors de la première partie de la saison 2016-2017, il est élu en octobre le meilleur joueur de la première partie de la deuxième division néerlandaise avec les Jong Ajax. En mai 2017, il complète sa récompense en étant élu meilleur joueur de la deuxième division néerlandaise 2016-2017.
| Matchs disputés avec l'Ajax Amsterdam | Matchs disputés avec l'Ajax Amsterdam | Matchs disputés avec l'Ajax Amsterdam | Matchs disputés avec l'Ajax Amsterdam | Matchs disputés avec l'Ajax Amsterdam | Matchs disputés avec l'Ajax Amsterdam | Matchs disputés avec l'Ajax Amsterdam | Matchs disputés avec l'Ajax Amsterdam |
| №                                     | Date                                  | Adversaire                            | Résultat                              | Compétition                           | But marqué                            | PD                                    | Minutes disputés                      |
| ------------------------------------- | ------------------------------------- | ------------------------------------- | ------------------------------------- | ------------------------------------- | ------------------------------------- | ------------------------------------- | ------------------------------------- |
| 1.                                    | 21 septembre 2016                     | Willem II Tilburg                     | victoire, 5 – 0                       | Coupe des Pays-Bas                    | 89e                                   |                                       | 17 minutes                            |
| 2.                                    | 26 octobre 2016                       | Kozakken Boys                         | victoire, 1 – 6                       | Coupe des Pays-Bas                    |                                       | 2x                                    | 90 minutes                            |
| 3.                                    | 29 octobre 2016                       | Excelsior Rotterdam                   | victoire, 1 – 0                       | Eredivisie                            |                                       |                                       | 20 minutes                            |
| 4.                                    | 7 novembre 2016                       | Panathinaïkos                         | victoire, 2 – 0                       | Ligue Europa                          |                                       |                                       | 90 minutes                            |
| 5.                                    | 4 décembre 2016                       | FC Groningue                          | victoire, 2 – 0                       | Eredivisie                            |                                       |                                       | 2 minutes                             |
| 6.                                    | 8 décembre 2016                       | Standard de Liège                     | match nul, 1 – 1                      | Ligue Europa                          |                                       |                                       | 79 minutes                            |
| 7.                                    | 15 décembre 2016                      | Cambuur Leeuwarden                    | défaite, 1 – 2                        | Coupe des Pays-Bas                    |                                       |                                       | 90 minutes                            |
| 8.                                    | 5 février 2017                        | Roda JC                               | victoire, 0 – 2                       | Eredivisie                            |                                       |                                       | 23 minutes                            |
| 9.                                    | 23 février 2017                       | KP Legia Varsovie                     | victoire, 1 – 0                       | Ligue Europa                          |                                       |                                       | 8 minutes                             |
| 10.                                   | 19 mars 2017                          | Excelsior Rotterdam                   | match nul, 1 – 1                      | Eredivisie                            |                                       |                                       | 7 minutes                             |
| 11.                                   | 2 avril 2017                          | Feyenoord Rotterdam                   | victoire, 2 – 1                       | Eredivisie                            |                                       |                                       | 26 minutes                            |
| 12.                                   | 5 avril 2017                          | AZ Alkmaar                            | victoire, 4 – 1                       | Eredivisie                            |                                       |                                       | 26 minutes                            |
| 13.                                   | 8 juillet 2017                        | Werder Brême                          | match arrêté                          | Match amical                          |                                       |                                       | 72 minutes                            |

Mise à jour 8 juillet 2017
En début de saison 2017-2018, Erik ten Hag est nommé nouvel entraîneur de l'Ajax Amsterdam. À l'occasion d'un stage de préparation en Autriche, Erik ten Hag promet à Abdelhak Nouri assez de temps de jeu dans des matchs amicaux contre le Werder Brême, le KRC Genk et l'Olympique lyonnais. Au cas où Appie fait de belles prestations, Lasse Schöne pourrait perdre sa place de titulaire dans l'équipe ajacide. Loin d'imaginer que sa carrière prendra fin dès son premier match amical de la saison, Abdelhak Nouri dispute ses 73 dernières minutes de sa carrière face au Werder Brême.

#### Incident et fin de carrière (juillet 2017)

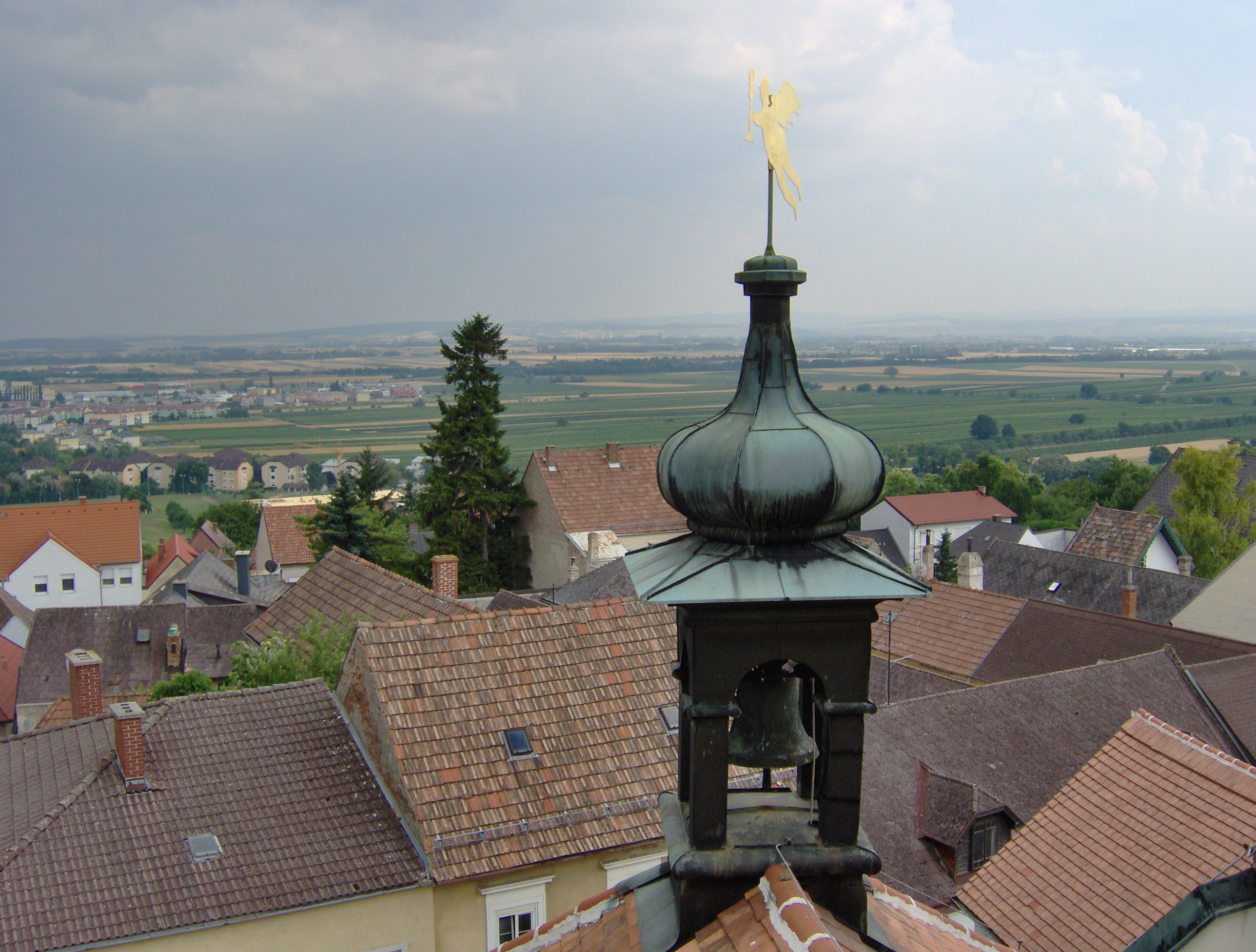
Eisenstadt, ville en Autriche où a eu lieu le match amical entre l'Ajax et le Werder Brême.

Le 8 juillet 2017, il est titularisé dans un match amical avec l'Ajax Amsterdam face au Werder Brême. À la 72e minute, le joueur s'écroule au sol. Le match est alors arrêté. Évacué par hélicoptère vers l'hôpital d'Innsbruck, le joueur frôle la mort. Victime d'une arythmie cardiaque, son cerveau a cessé de fonctionner en raison d'un manque d'oxygène, entraînant de graves lésions cérébrales permanentes,. Le joueur est placé dans un coma artificiel, puis en soins intensifs dont il sortira le 25 juillet 2017, capable à nouveau de respirer de lui-même. Après une nouvelle sortie de coma le 5 août 2018, on apprend qu'il a bougé ses sourcils, seuls muscles du visage qu'il a bougé jusqu'à présent.

« La balle était à droite du terrain. Je jouais à gauche dans le même côté qu'Abdelhak et j'ai vu qu'il s'était effondré. J'ai couru vers lui, pensant qu'il s'agissait de sa cheville. Je lui ai demandé : “Appie, est-ce que ça va?” Il ne donnait aucune réponse. Je pensais que c'était à cause de la chaleur. J'ai pris sa main et j'ai répété s'il allait bien. Il ne donnait à nouveau aucune réponse. J'en ai des frissons rien qu'à en parler. Il me regardait droit dans les yeux et je remarquais la peur qu’il y avait à travers. C'était comme s'il essayait de me parler mais qu'il n'y arrivait pas. Sa bouche et sa langue bougeaient mais sa mâchoire était bloquée. Chez nous, les musulmans, quand on pense mourir, on cite une phrase typique. Avec Abdelhak devant moi, avec la vocalisation des 'l' répétés, j'ai remarqué qu'il citait : La ilaha illa Allah. À ce moment, j'ai su que rien n'allait. »

— Noussair Mazraoui, coéquipier d'Abdelhak Nouri.
Pendant que l'incident a lieu, son père est au Maroc et apprend la nouvelle après un texto reçu de la part du père du footballeur Donny van de Beek. Quelques mois après le drame, des questions sont posées sur l'opération des staffs médicaux qui étaient sur place. Fin 2017, cinq indépendants du média De Volkskrant se basent sur les spécialistes médicaux en se posant la question si ces derniers avaient bien traité le joueur inconscient. L'Ajax Amsterdam donne sa réaction en affirmant que les médecins ont traité Nouri à l'aide du critère ATLS (en) imposé par l'UEFA. Le 5 janvier 2018, le média NRC dévoile que la KNVB était au courant des problèmes cardiaques qu'avait Nouri depuis 2014. Les premiers signes de problèmes cardiaques de Nouri font surface lors d'un échocardiographie que Nouri avait passé avant un match avec les Pays-Bas moins de 19 ans. Selon la famille Nouri, cette information avait bien été par son club mais pas avec sa famille. À la suite de la nouvelle, la famille Nouri décide de prendre un avocat pour le mauvais traitement qu'a pris l'Ajax Amsterdam avec Abdelhak. Le 4 juin 2018, la famille Nouri porte plainte contre le club de l'Ajax Amsterdam auprès de la fédération néerlandaise, mettant en cause la responsabilité du club ajacide dans le mauvais traitement médical reçu par le joueur. La plainte est déboutée rapidement, le contrat du joueur la rend caduque selon les règles de la fédération néerlandaise.

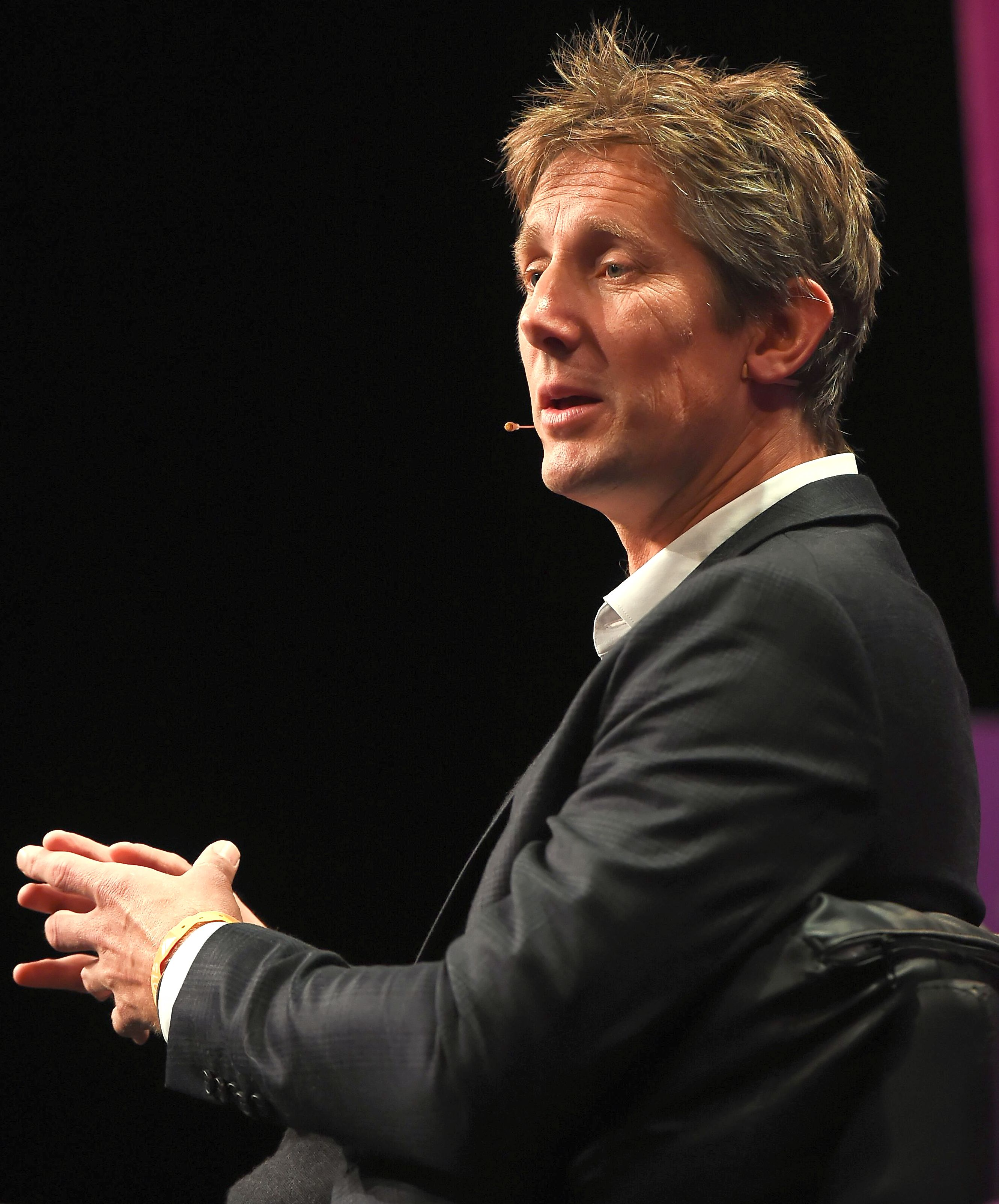
Edwin van der Sar, prend les choses en main et enquête sur les cardiologues du staff médical du club.

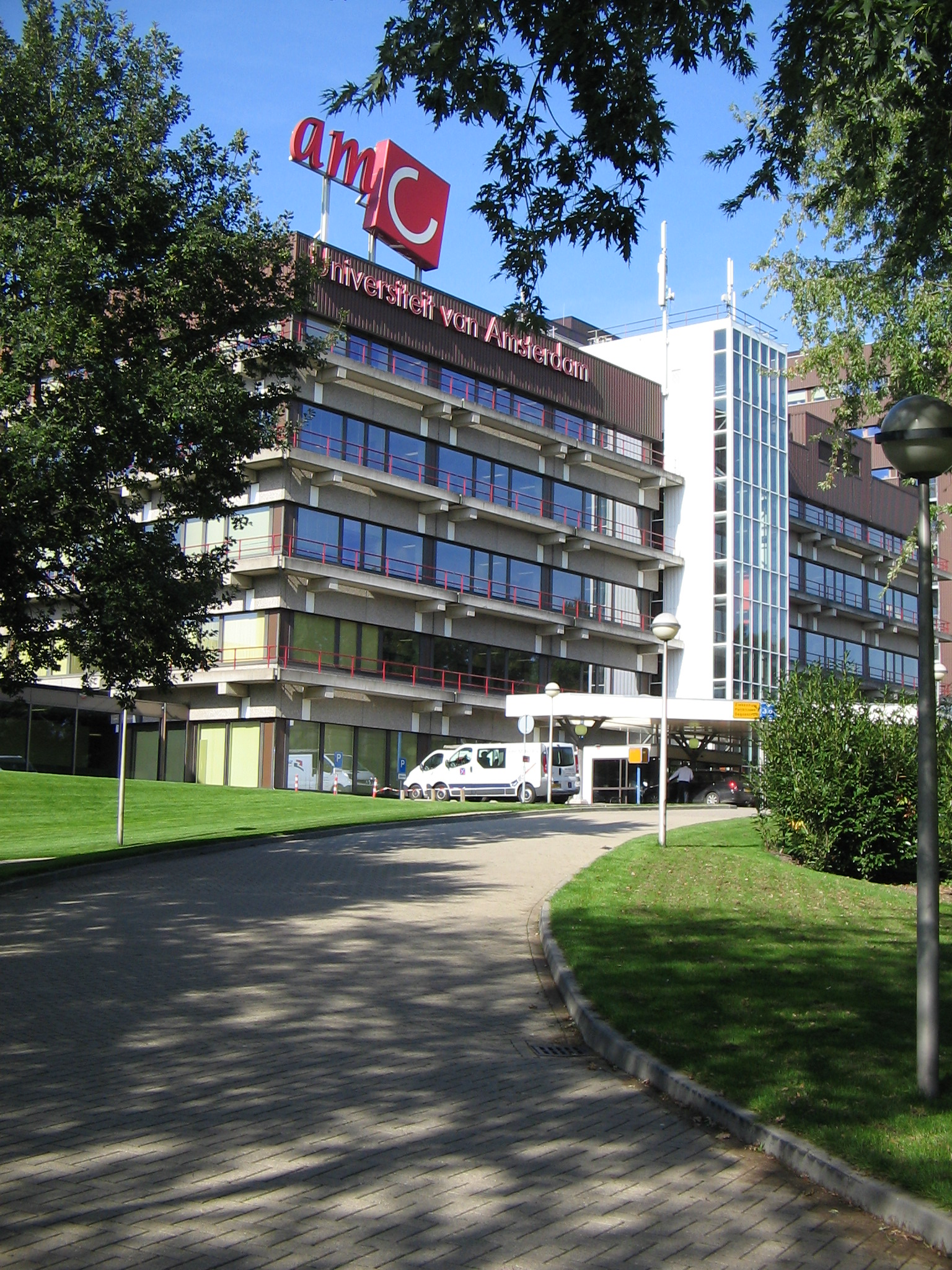
Academisch Medisch Centrum, lieu à Amsterdam où est hospitalisé Nouri.

Le 16 juin, Edwin van der Sar évoque également dans le journal De Telegraaf le mauvais traitement subi par Nouri de la part des physiothérapeutes et médecins du club qui étaient présents lors du match amical en Autriche. Dans les jours qui suivent, le club reconnait publiquement dans la conférence de presse que le traitement médical du joueur sur le terrain n'était pas adéquat et développe plusieurs défaillances. La circulation sanguine aurait dû être vérifiée plus tôt, le traitement a duré trop longtemps, notamment pour libérer la circulation respiratoire. Van der Sar dévoile que le défibrillateur cardiaque a été mis en marche trop tard et que sans cette erreur, les lésions cérébrales auraient été moindres. Enfin, Van der Sar présente ses sincères excuses à la famille Nouri. La famille Nouri réagit positivement et déclare être soulagée que le club reconnaisse sa responsabilité même si elle aurait préféré obtenir cet aveu plus tôt.

« Il n'arrive plus à bouger aucune partie de son corps. Il ne nous reconnait plus et, depuis l'incident, il a seulement réussi à faire bouger ses sourcils. Il n'arrive plus à ouvrir ses yeux, à parler, à marcher, à sentir, à écouter. La majorité de son cerveau ne fonctionne plus. Le fait qu'il n'y ait aucune possibilité de guérison, nous fait énormément de mal. Mais nous avons tous confiance en Allah. »

— Abderrahim Nouri, frère d'Abdelhak.
Depuis juillet 2017 en Autriche, Nouri est incapable de bouger un muscle, de parler, de voir, d'entendre et de sentir, il vit et est hospitalisé à Amsterdam dans le Centre Médical Académique. En mars 2020, ses proches donnent des nouvelles rassurantes dans l'émission Le monde continue de tourner (De wereld draait door) sur la chaîne NPO 1. Même s'il reste dans un état de conscience minimale, ses réflexes se sont améliorés et sa famille espère toujours son réveil.
Le 21 février 2022, l'Ajax Amsterdam et la famille d'Abdelhak Nouri trouvent un accord. L'Ajax, qui reconnaît ne pas avoir donné de soins adaptés au joueur après son accident sur le terrain, promet de verser 7,85 millions d'euros à la famille. Le club décide également de retirer définitivement le numéro 34, de continuer à attribuer un trophée au nom du joueur chaque année, et de continuer à rembourser les frais qui doivent être engagés pour les soins de Nouri.

### Carrière internationale

#### Débuts avec les juniors néerlandais (2012-2014)
Natif des Pays-Bas de parents marocains, Appie commence sa carrière internationale avec les Pays-Bas moins de 15 ans. Il est vite repéré par la fédération néerlandaise grâce à ses grandes prestations dans l'académie ajacide. Il fait ses débuts le 17 avril 2012 dans un match amical face au Luxembourg où il marque deux buts à la 43e et la 50e (victoire, 0-3). Il joue trois autres matchs amicaux dans la même année, notamment un autre face au Luxembourg où il marque un but à la 64e (victoire, 0-4), ainsi que deux autres matchs face à l'Allemagne.
En fin d'année 2012, il est convoqué avec les Pays-Bas moins de 16 ans pour participer au Tournoi Val de Marne 2012. Il joue son premier match le 30 octobre 2012 face à la Croatie (match nul, 1-1). Dans son deuxième match avec les U16, il marque un but à la 4e minute face à la Norvège le 1er novembre 2012 (victoire, 1-6). Il termine le tournoi du Val de Marne sur une défaite de 1 à 0 face à la France. Le 9 février 2013, il est rappelé pour jouer avec les moins de 16 ans avec les Pays-Bas face à l'Autriche (match nul, 1-1) et l'Écosse (victoire, 0-3) pour l'UEFA Development Tournament. Il monte en catégorie chez les Pays-Bas -17 ans et refuse de jouer un match face à l'Israël. Ce dernier mêle le conflit israélo-palestinien au sport et se voit menacé de lourdes punitions sportives au cas où il ne participe pas au match. Forcé de jouer, il fait ses débuts le 12 septembre 2013 face à Israël où il est l'auteur d'un but à la 18e minute. Il participe ainsi à l'Euro 2014 en marquant cinq buts en quatorze matchs. Nouri fait alors beaucoup parler de lui aux Pays-Bas.

#### Entre les Pays-Bas et le Maroc (2014-2017)

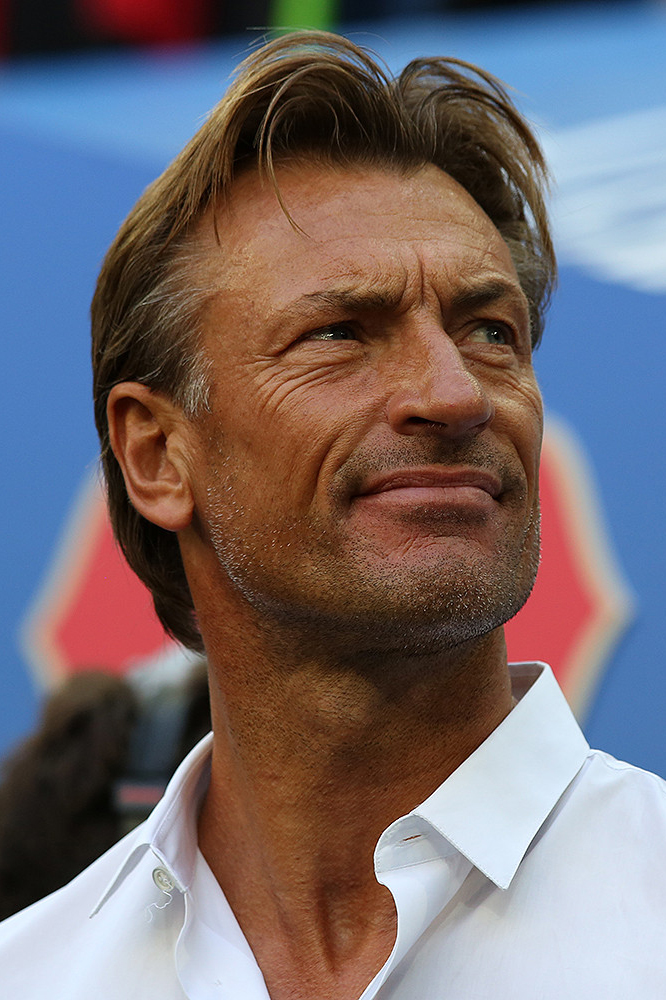
Hervé Renard contacte Nouri en 2016 pour le convaincre d'une carrière internationale marocaine.

Le 9 octobre 2014, il est appelé pour jouer avec les Pays-Bas moins de 19 ans. À ce moment, Nouri possède également la nationalité marocaine et attire les intérêts de la fédération marocaine. Le joueur, préférant se baser sur ses compétitions internationales à venir, accepte la convocation et joue son premier match face à l'Andorre moins de 19 ans pour les qualifications de l'Euro 2015 des moins de 19 ans. Il est alors l'auteur de deux buts sur une large victoire de 7 à 0. Ne dépassant pas les poules de cette compétition, Abdelhak enchaîne les matchs avec les moins de 19 en inscrivant 9 buts en 23 matchs avec notamment une qualification à l'Euro 2016.
Alors que de nombreux néerlando-marocains optent pour une carrière internationale en faveur des Lions de l'Atlas, Hervé Renard tente le coup en invitant Abdelhak Nouri à rejoindre l'équipe du Maroc olympique entraînée par le Néerlandais Mark Wotte mais ce dernier décline l'invitation,, préférant continuer sa campagne européenne après s'être qualifié à l'Euro 2016. Nouri prend part à la compétition qui sera facilement remportée par la France moins de 19 ans. Avec un but face à l'Allemagne moins de 19 ans lors de la phase finale, il est capitaine pendant toute la campagne des matchs joués. Lors de cette compétition, il fait également la connaissance d'Ousmane Dembélé avec qui il noue une relation d'amitié.

## Style de jeu

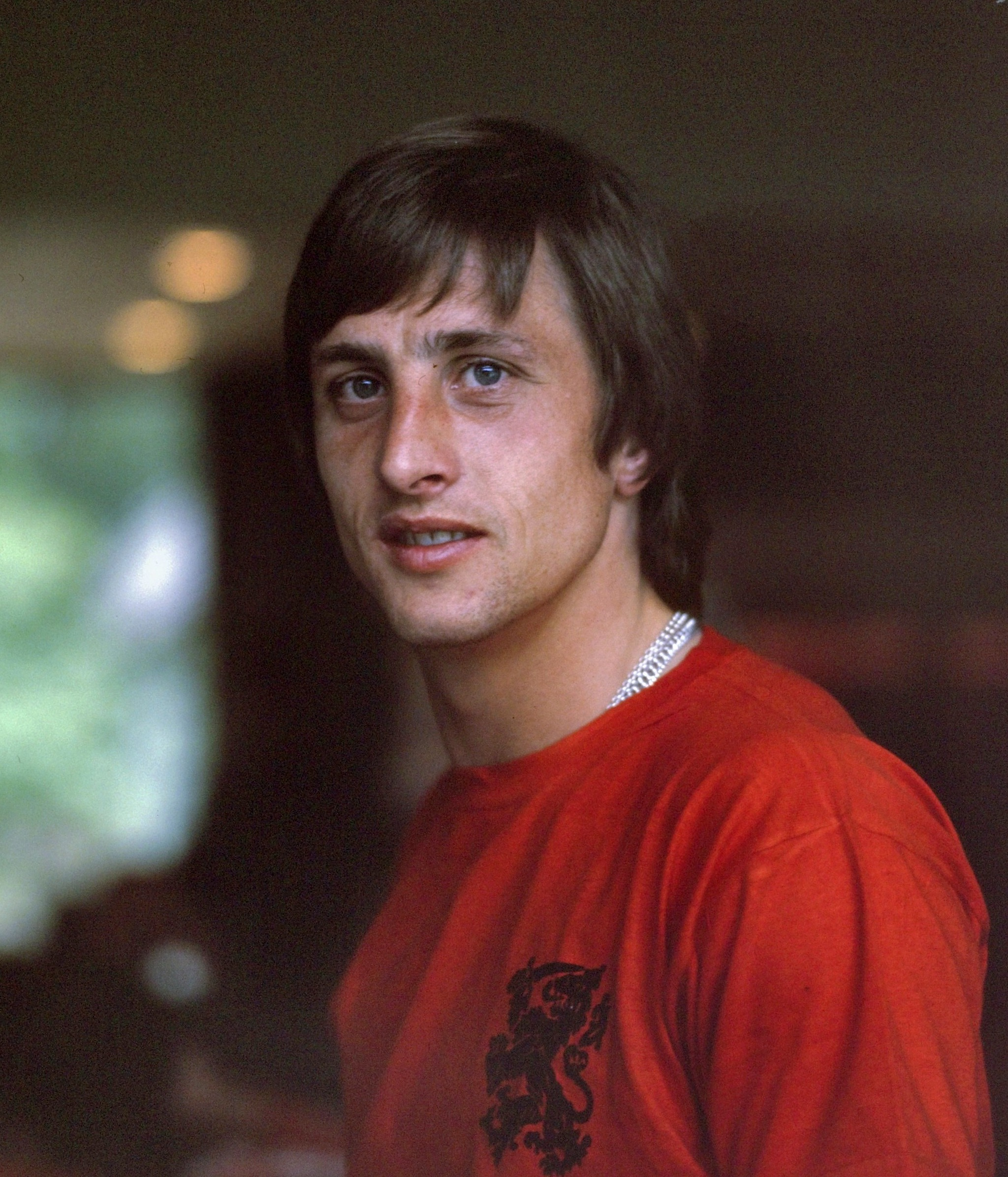
Le style de jeu de Nouri a souvent été comparé à celui de la légende néerlandaise Johan Cruyff.

Milieu offensif très habile techniquement, Abdelhak Nouri peut également jouer en tant qu'ailier ou milieu relayeur. Doté d'une excellente vision du jeu, en raison de ses caractéristiques, il est souvent comparé à Johan Cruyff,. C'est un joueur relativement puissant en dépit de sa taille, solide sur ses appuis, capable de gagner des duels, non par sa fragilité physique mais par ses actions techniques. Sa vivacité et sa capacité à jouer dans de petits espaces avec une réussite assez déroutante sur son premier dribble constitue un atout digne des plus grands de son temps. Droitier, il est efficace des deux pieds et est également précis de la tête, son jeu de passe est techniquement très riche et accompli, il enclenche de nombreuses situations grâce à son imprévisibilité et sa capacité d'alterner le jeu tant en soutien qu'en appui avec justesse. Nouri est par ailleurs un très bon tireur de coup de pied arrêté. Abdelhak Nouri est surtout remarqué pour sa polyvalence sur le terrain, le conduisant à évoluer de la défense à l'attaque, sur le côté droit ou dans l'axe. À l'image de Lionel Messi, c'est un joueur qui aime bien déclencher en prenant l'axe pour placer une frappe de l'intérieur de son pied naturel à quelques mètres de la surface de réparation. Près de la moitié de ses buts sont marqués de cette façon lors de ses deux saisons.

« Appie était menaçant avec la balle au pied. Chaque mouvement, il les réalisait d'une vitesse incroyable sans même perdre le contrôle de la balle. Personne ne savait mieux lober que lui. Que le gardien adverse soit long ou pas, que les défenseurs latéraux adverses soient physique ou pas, il savait exactement comment s'y prendre avec la balle »

— Henk Spaan (nl), écrivain.
Cependant, sa capacité à marquer en dehors de la surface n'est qu'une simple facette de son talent. Joueur instinctif, il est parmi les joueurs tentant et réussissant le plus de dribbles du championnat, il est aussi capable de fulgurances. Avec les Jong Ajax, le joueur est souvent positionné aux côtés de Donny van de Beek ou de Frenkie de Jong. Avec ce dernier, ils forment un duo efficace lors de la saison 2015-2016 en deuxième division néerlandaise, permettant à Nouri de remporter le titre de meilleur joueur de la saison de la D2 néerlandaise, avec Frenkie de Jong en deuxième position. Lors de cette saison en club ainsi qu'en sélection junior, Nouri démontrera qu'il possède une vitesse de course et une certaine explosivité lui permettant de prendre aisément la profondeur ainsi que de devancer les défenseurs adverses à la réception des centres.

## Statistiques

### Statistiques détaillées
| Saison                | Club                  | Championnat           | Championnat | Championnat | Championnat | Coupe nationale | Coupe nationale | Coupe nationale | Coupe de la Ligue | Coupe de la Ligue | Coupe de la Ligue | Supercoupe | Supercoupe | Supercoupe | Compétition(s) continentale(s) | Compétition(s) continentale(s) | Compétition(s) continentale(s) | Compétition(s) continentale(s) | Total | Total | Total |
| Saison                | Club                  | Division              | M.          | B.          | P.d.        | M.              | B.              | P.d.            | M.                | B.                | P.d.              | M.         | B.         | P.d.       | Comp.                          | M.                             | B.                             | P.d.                           | M.    | B.    | P.d.  |
| 2014-2015             | Jong Ajax             | Eerste Divisie        | 2           | 0           | 0           | 0               | 0               | 0               | 0                 | 0                 | 0                 | -          | -          | -          | -                              | -                              | -                              | -                              | 2     | 0     | 0     |
| 2015-2016             | Jong Ajax             | Eerste Divisie        | 17          | 1           | 0           | 0               | 0               | 0               | 0                 | 0                 | 0                 | -          | -          | -          | -                              | -                              | -                              | -                              | 17    | 1     | 0     |
| 2016-2017             | Jong Ajax             | Eerste Divisie        | 7           | 4           | 0           | -               | -               | -               | -                 | -                 | -                 | -          | -          | -          | -                              | -                              | -                              | -                              | 7     | 4     | 0     |
| Sous-total            | Sous-total            | Sous-total            | 27          | 5           | 0           | 0               | 0               | 0               | 0                 | 0                 | 0                 | -          | -          | -          | -                              | -                              | -                              | -                              | 27    | 5     | 0     |
| 2016-2017             | Ajax Amsterdam        | Eredivisie            | 9           | 0           | 0           | 3               | 1               | 0               | 0                 | 0                 | 0                 | -          | -          | -          | C1                             | 3                              | 0                              | 0                              | 15    | 1     | 0     |
| 2017-2018             | Ajax Amsterdam        | Eredivisie            | 0           | 0           | 0           | 0               | 0               | 0               | 0                 | 0                 | 0                 | -          | -          | -          | -                              | 0                              | 0                              | 0                              | 0     | 0     | 0     |
| Sous-total            | Sous-total            | Sous-total            | 10          | 0           | 0           | 3               | 1               | 0               | 0                 | 0                 | 0                 | -          | -          | -          | -                              | 3                              | 0                              | 0                              | 16    | 1     | 0     |
| Total sur la carrière | Total sur la carrière | Total sur la carrière | 37          | 5           | 0           | 3               | 1               | 0               | 0                 | 0                 | 0                 | -          | -          | -          | -                              | 3                              | 0                              | 0                              | 43    | 6     | 0     |

### En sélection
Le tableau suivant liste les rencontres de l'équipe du Pays-Bas des catégories des jeunes dans lesquelles Abdelhak Nouri a été sélectionné entre le 17 avril 2012 jusqu'en juillet 2017.

## Reconnaissance et hommages

### Reconnaissance par ses pairs et par les médias
Depuis ses débuts dans l'académie de l'Ajax Amsterdam, il est considéré par de nombreux organismes sportifs, par plusieurs joueurs, par beaucoup d'anciens joueurs légendaires, entraîneurs et la presse en général comme l'un des meilleurs espoirs du football néerlandais. N'ayant pas eu la chance de jouer une saison complète avec l'équipe A de l'Ajax, beaucoup reconnaissent que Nouri a un énorme avenir devant lui avec la malchance qu'elle ne se réalisera jamais.
Parmi elles, plusieurs entraîneurs de renom qui ont croisé sa route ou l'ont entrainé. Souvent comparé par les médias à Johan Cruyff, ce dernier refuse la comparaison en citant : « Il ne faut jamais faire cette comparaison. Cruyff est peut-être le meilleur au monde », l'Arménien Aras Özbiliz a déclaré qu'il « profite rien qu'en regardant Abdelhak Nouri jouer. ». David Endt, qui a entraîné Nouri depuis ses débuts dans l'académie de l'Ajax Amsterdam, a estimé que « Nouri prend beaucoup de plaisir avec le ballon, il danse avec le ballon et son talent est très vite remarquable à chaque rencontre qu'il dispute. Sa technique, son contrôle, sa vision de jeu, il trouve à chaque fois la solution à tout. ».

### Hommages
| - FC Utrecht - Valletta FC , le 13 juillet 2017 - ADO La Haye - Stichting ZE , le 14 juillet 2017 - Feyenoord Rotterdam - SDC Putten , le 15 juillet 2017 - Ajax Amsterdam - OGC Nice , le 26 juillet 2017 - Heracles Almelo - Ajax Amsterdam , le 12 août 2017 - Ajax Amsterdam - AZ Alkmaar , le 29 avril 2018 - Werder Brême - FK Příbram , le 15 juillet 2018 - Willem II Tilburg - Ajax Amsterdam , le 5 mai 2019 - De Graafschap - Ajax Amsterdam , le 15 mai 2019 |

Le 14 juillet 2017, un nombre important de supporters et ultras de l'Ajax Amsterdam se présentent devant le domicile de Nouri sur la place Nigel de Jong à Geuzenveld. Une photo prise par le photographe sportif Stanley Gontha, illustrant le père de Nouri sur le toit de la voiture entouré des supporters ajacides, voit sa place dans le Amsterdam Museum. Le 15 juillet 2017, le champion en titre Feyenoord Rotterdam dispute un match amical face au SDC Putten (nl). Les joueurs du Feyenoord entrent dans le stade avec une illustration de Nouri sur leur t-shirt avec un hashtag StayStrongAppie. À la 34e minute du match, le match est arrêté et une minute d'applaudissement a lieu avant que le match reprenne. Un jour plus tard, lors du match d'ouverture de l'Euro 2017 féminin au Stadion Galgenwaard à Utrecht, comme à la veille, une minute d'applaudissement a lieu à la 34e minute du match. Le 25 juillet 2017, l'Ajax Amsterdam annonce que Nouri peut enfin respirer de lui-même et qu'il vient de sortir d'un coma artificiel. Un jour plus tard, à l'occasion du match de Ligue des champions opposant l'OGC Nice à l'Ajax Amsterdam, les joueurs niçois portent avant le début de match, un maillot blanc floqué dessus : Stay Strong Appie. À l'occasion du match retour, le 2 août 2017 à Amsterdam, une gigantesque banderole est déployée à la Johan Cruyff ArenA en hommage au joueur néerlando-marocain. À la 34e minute du match, le match est arrêté pour une minute d'applaudissement. Le 12 août, à l'occasion du premier match d'Eredivisie de la saison 2017-2018 opposant le Heracles Almelo à l'Ajax Amsterdam, le match est de nouveau arrêté à la 34e minute pour une minute d'applaudissement pour Abdelhak Nouri. En juillet 2017, le bourgmestre d'Amsterdam décide de renommer le Nigel de Jong Square, à le A.Nouriplein en hommage à Appie. Le quartier a longtemps été fréquenté par Abdelhak depuis sa naissance. À l'occasion de la finale de la KNVB Beker opposant l'Ajax Amsterdam au Willem II Tilburg, des milliers de supporteurs ont scandé le nom de Nouri à la 34e minute du match. Le 15 mai 2019, De Graafschap reçoit l'Ajax Amsterdam pour le dernier match de championnat. Alors officieusement champion des Pays-Bas, le club remporte la partie et dédicace son sacre à Abdelhak Nouri,. Le père et le frère de Abdelhak ont été invités à monter sur le podium.
Le 7 juin 2018, l'Ajax Amsterdam renomme le prix du plus grand talent de la formation ajacide le Nouri-troffee. Les premiers Nouri-trofee sont attribués à Donny van de Beek et Ryan Gravenberch en compagnie de la famille Nouri. L'Ajax Amsterdam connait au niveau des résultats des rencontres, un début de saison catastrophique. Ses deux coéquipiers marocains en club Noussair Mazraoui et Hakim Ziyech jouent la saison 2018-19 avec le numéro 12 et 22, formant ensemble le numéro 34 en hommage à leur ami Abdelhak Nouri. L'entraîneur Marcel Keizer dit que l'incident Nouri a eu un énorme impact à ses coéquipiers qui ont une démotivation énorme.

« Lors des premiers mois, je n'avais plus aucune envie. Ni de parler, ni de m'entraîner, ni de disputer des matchs. Les gens ignorent quel impact cet incident peut avoir à ses amis et ses proches. »

— Hakim Ziyech, coéquipier et ami d'Abdelhak Nouri
| - Justin Kluivert à l'AS Rome - Kevin Diks à l'ACF Fiorentina - Amin Younes au SSC Naples - Philippe Sandler à Manchester City - Mounir El Hamdaoui à l'Excelsior Rotterdam - Ouasim Bouy au PEC Zwolle - Adnane Tighadouini au FC Twente - Mbark Boussoufa à l'Al-Shabab - Achraf Hakimi au Real Madrid CF - Dylan Vente au Feyenoord Rotterdam - Sofyan Amrabat au Hellas Vérone - Jawad Ahannach à l'Umm Salal SC - Joël Veltman au Brighton & Hove Albion - Kays Ruiz au Paris Saint Germain - Donny van de Beek au Manchester United FC - Tarik Tissoudali au KAA La Gantoise - Ricardo van Rhijn au FC Emmen - Anwar El Ghazi au Aston Villa - Bilal El Khannouss au KRC Genk - Oussama Tannane au NEC Nimègue - Mohamed Bouchouari au FC Emmen - Ibrahim Salah au Stade rennais FC - Ismael Saibari au PSV Eindhoven |

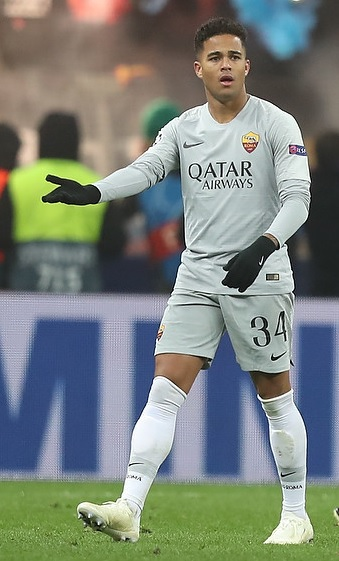
Justin Kluivert, ancien coéquipier de Nouri, dispute ses saisons avec l'AS Rome sous numéro 34.

Plusieurs de ses anciens coéquipiers lui rendent hommage et lui montrent leur soutien en choisissant le numéro 34 lors de leur transfert à l'été 2018. Justin Kluivert, Amin Younes, Philippe Sandler et Donny van de Beek prennent tous les quatre le numéro 34 respectivement à l'AS Roma, au SSC Naples, à Manchester City et à Manchester United. Lors du premier but de Justin Kluivert avec l'AS Rome, ce dernier dédicace son but à Abdelhak Nouri. Après le match, le joueur dit « ressentir une magnifique sensation en faisant ça ». Timothy Fosu-Mensah qui a côtoyé depuis petit Nouri dans le centre de formation ajacide déclare : « C'était comme un frère pour nous. À chaque tournoi, il était élu meilleur joueur. ». Lors d'un match de Ligue 1 opposant le LOSC Lille au FC Nantes, l'ancien joueur de l'Ajax Anwar El-Ghazi dédie son but en hommage au néerlando-marocain qu'il a fréquenté pendant plusieurs années aux Pays-Bas. Kevin-Prince Boateng dédicace également son but avec l'Eintracht Francfort face au Borussia M'Gladbach à Abdelhak Nouri avec le nom de ce dernier floqué sur son sous-maillot. En septembre 2018, après le match opposant le FC Barcelone au PSV Eindhoven, Ousmane Dembélé pose en photo avec le maillot de Nouri en compagnie du frère d'Abdelhak, Mohammed Nouri. Depuis le début de saison 2018-2019, Ousmane Dembélé porte des chaussures avec le nom d’Abdelhak Nouri à chaque match. En effet, Ousmane Dembélé apprend à connaitre Nouri lors de l'Euro 2016 avec les moins de 19 ans. Il déclare également : « C'était un joueur hors-norme. Il jouait avec beaucoup de flair et ses passes étaient incroyable. Le drame m'a vraiment fait du mal. J'ai senti une énorme tristesse avec une énorme pensée à sa famille. J'ai une bonne relation avec son frère Mohammed Nouri. Le fait qu'on ne l'ai pas encore oublié fait énormément plaisir à sa famille ». Donny van de Beek, coéquipier et meilleur ami de Nouri rend régulièrement hommage à ce dernier, notamment lors des célébrations de ses buts comme face à l'OGC Nice en Ligue Europa ou encore face à la Juventus FC en match retour de la Ligue des champions 2018-2019. À 24 heures du match opposant la Juventus FC à l'Ajax Amsterdam en quarts de finales de la Ligue des champions 2018-2019, Cristiano Ronaldo adresse un message vidéo d'hommage à la famille Nouri ainsi qu'à tous ses proches,. Le 31 juillet 2022, à l'occasion de sa première titularisation avec le KRC Genk, Bilal El Khannouss porte le numéro 34 en hommage à Abdelhak Nouri et déclare après le match au micro d'Eleven Sports n'avoir aucun modèle dans le monde du football si ce n'est lui.
Le 6 décembre 2022, à l'occasion de la qualification de l'équipe du Maroc en quarts de finale de la Coupe du monde 2022, un hommage est rendu à Abdelhak Nouri après le match face à l'Espagne. Une photo est postée sur les réseaux sociaux où l'on voit Sofyan Amrabat tenant un maillot du Maroc où il est inscrit le numéro 34 sous 'Nouri', entouré de tous les joueurs du Maroc, scandant le nom de Nouri.

## Palmarès
Abdelhak Nouri se fait notamment connaitre lors de la saison 2015-2016 avec les Jong Ajax, saison dans laquelle il remporte le titre du meilleur joueur de la D2 néerlandaise. Une saison plus tard, il remporte le titre du meilleur talent de la saison et obtient la plupart de ses titres, dans les compétitions disputées aux Pays-Bas. Avec l'Ajax Amsterdam et son équipe B, il remporte l'Eredivisie et l'Eerste Divisie.
Si, sur le plan continental, ses meilleures performances sont ses participations en UEFA Youth League. Cependant, il ne remporte jamais le titre. Abdelhak Nouri profite surtout de ses sélections en équipe nationale pour briller. Il participe à l'Euro 2014, l'Euro 2015 et l'Euro 2016. Les Oranges des Pays-Bas terminent l'édition 2014 en tant que finaliste de la compétition. Lors de la demi-finale, il marque un but et délivre trois décisives, qualifiant sa sélection en finale contre l'Angleterre (défaite, 1-4).

### En club
|  |  | - Jong Ajax - Keuken Kampioen Divisie : - Vice-champion : 2017 |  | - Ajax Amsterdam - Eredivisie : - Vice-champion : 2017 |

### En sélection
- Pays-Bas -17 ans
  - Euro 2014 -17 ans :
    - Finaliste : 2014

### Distinctions personnelles
- 2012 : Meilleur joueur du Marveldtoernooi (nl)
- 2016 : Vainqueur du prix Gouden Stier (nl) du meilleur joueur de la D2 néerlandaise[65]
- 2017 : Vainqueur du prix Bronzen Stier du meilleur talent de la D2 néerlandaise